# Maggi Payne
Maggi Payne (* 23. Dezember 1945 in Temple/Texas) ist eine US-amerikanische Komponistin, Flötistin und Musikpädagogin.
Payne wuchs in Amarillo auf und hatte dort als Kind ersten Flötenunterricht. Sie studierte bei dem Flötisten Walfrid Kujala, den Komponisten Alan Stout, William Karlins und Ted Ashford und dem Musikkritiker Tom Willis an der Northwestern University, wo sie ein Improvisationsquartett mit Elise Ross, Daniel Stepner und Peter Takacs gründete. An der University of Illinois at Urbana-Champaign studierte sie bei James Beauchamp (elektronische Musik), Gordon Mumma, Ben Johnston und Salvatore Martirano (Komposition) und dem Choreographen Al Huang und spielte in Ed Londons Ensemble für zeitgenössische Musik. Seit 1992 unterrichtet sie Aufnahmetechnik, elektronische Musik und Komposition am Mills College und ist Kodirektorin von dessen Center for Contemporary Music.
Payne komponierte elektronische und Tonbandmusik, multimediale Werke und Werke für elektroakustische und klassische Instrumente, die Verwandtschaft zu Komponisten wie Ellen Fullman, Naut Humon oder Fred Szymanski zeigen. Sie erhielt mehrere Preise der National Endowment for the Arts, einen Videopreis der Mellon Foundation, wurde mit einer ehrenden Erwähnung beim Prix Ars Electronica in Bourges ausgezeichnet und war Finalistin des Wettbewerbes Luigi Russolo per giovani compositor di Musica Elettroacoustica. 2022 erhielt sie den SEAMUS Award. Daneben legte sie eine große Anzahl von technischen Rekonstruktionen historischer Musikaufnahmen vor.

## Werke
- Quicksilver, elektroakustische Musik und Video, 2011
- Surface Tension, elektroakustische Musik, 2010
- Glassy Metals, elektroakustische Musik, 2009
- Shh für Oboe, Klarinette, Saxophon, Violine, Viola und Cello oder Flöte, Oboe, Klarinette, Saxophon, Trompete, Posaune, Violine, Viola und Cello
- Cloud Fields für Multi-Channel Audio und Multi-Channel Video, 2008
- Effervescence für Multi-Channel Audio und Multi-Channel Video, 2008
- Liquid Amber für elektroakustische Musik und Video, 2008
- Electric Ice, elektroakustische Musik, 2007
- Arctic Winds, elektroakustische Musik, 2007
- fff für Soloflöte, 2006
- Santa Fe, Installation, 2006
- Motor Rhythms, elektroakustische Musik, 2005
- Molecular Nanotechnology für elektroakustische Musik und Klangaufnahmen, 2005
- FIZZ, elektroakustische Musik, 2004
- It's Elemental für elektroakustische Musik und Klangaufnahmen, 2004
- ReCycle, elektroakustische Musik, 2004
- Ringtones für Glockenspiel, 2004
- 38 continuous elements (including silence), Installation, 2003
- Distant Thunder, elektroakustische Musik, 2003
- Reflections für Flöte solo, 2003
- Of All für Flöte solo, 2003
- Flight für Sopran und acht Instrumente und/oder Elektronik, 2003
- Ping and Pong, elektroakustische Musik, 2003
- Fluid Dynamics, elektroakustische Musik, 2002
- System Test (fire and ice) für elektroakustische Musik und Optik, 2001
- breaks/motors, elektroakustische Musik, 2001
- Holding Pattern für Klavier und drei E-Bows, 2001
- Forest Song für zwei Gruppen, 2001
- Past/Presence, Installation für CD und LEDs, 2001
- Suspended Time für Orchester, 2000
- White Turbulence 2000 für elektroakustische DVD und mikroskopische Aufnahmen, 2000
- HUM 2 für acht Posaunen, 2000
- Pontpoint Visuals, Video, 1999
- Sweet Dreams elektroakustische Musik, 1999
- Fountain, Installation, 1999
- Close-ups, elektroakustische Musik, 1999
- Raw Data, elektroakustische Musik, 1998
- Minutia 0 - 13 für ein bis drei Klaviere, 1996
- Apparent Horizon für Tonband und Video, 1996
- Moiré, remix by Naut Humon, elektroakustische Musik, 1996
- Liquid Metal für Tonband und Video, 1994
- Aeolian Confluence für Tonband, 1993
- Resonant Places für Tonband, 1992
- Desertscapes für zwei Chöre, 1991
- Heavy Water für Tonband, 1991
- Phase Transitions für Tonband, 1989
- Songs of Flight für Sopran und Klavier, 1988
- Ahh-Ahh für Tonband, 1987
- Airwaves (realities) für Tonband und Video, 1987
- Back to Forth für Tonband, 1986
- Shimmer für Tonband, 1985
- Subterranean Network für Tonband und Darsteller, 1985
- White Night für Tonband, 1984
- Scirocco für Flöte, digitale Musik und Tonband, 1983
- Solar Wind für Tonband und Video, 1983
- Crystal für Tonband und mikroskopische Videoaufnahmen, 1983
- Io für Tonband und mikroskopische Videoaufnahmen, 1982
- Circular Motions für Tonband und Video, 1981
- Ling für Tonband und mikroskopische Aufnahmen, 1981
- Blue Metallics für Tonband und Aufnahmen oder Film, 1980
- Rising für Tonband, Dias und/oder Tänzer, 1980
- Lunar Dusk für Tonband und elektronisch erzeugte Bilder, 1979
- Lunar Earthrise für Tonband und abstrakte Bilder, 1978
- Spheres für Tonband und elektronisch erzeugte Bilder, 1977
- Spirals für Tonband und elektronisch erzeugte Bilder, 1977
- Transparencies für Tonband und elektronisch erzeugte Bilder, 1976
- Farewell für Tonband und szenische Bilder, 1975
- Allusions für Tonband, Tänzer, Licht und Film, 1974
- HUM für Tonband und Flötist oder sieben Flötisten, 1973
- Orion elektronisch erzeugter Film mit elektronischem Soundtrack, 1973
- VDO, elektronisch erzeugter Film mit elektronischem Soundtrack, 1973
- Inflections für Flöte solo, 1968